# Champsevraine
Champsevraine település Franciaországban, Haute-Marne megyében. Lakosainak száma 721 fő (2022. január 1.). Champsevraine Fayl-Billot, Genevrières, Grenant, Les Loges, Poinson-lès-Fayl, Rivières-le-Bois, Rougeux, Saulles, Torcenay, Belmont, Chaudenay és Coublanc községekkel határos.

## Népesség
A település népességének változása:
| Lakosok száma | 770  | 737  | 750  | 734  | 736  | 737  | 738  | 729  | 721  |
|               | 2013 | 2015 | 2016 | 2017 | 2018 | 2019 | 2020 | 2021 | 2022 |